# Milton Gordon
Milton Myron Gordon (ur. 3 października 1918 w Gardiner, Maine, zm. 4 czerwca 2019) – amerykański socjolog.
Ukończył studia licencjackie w Bowdoin College w 1939. Tytuł magistra i doktora  socjologii otrzymał na Uniwersytecie w Columbii odpowiednio w 1940 i 1950. Profesorem socjologii został na Uniwersytecie w Massachusetts, gdzie spędził resztę swojej kariery nauczycielskiej otrzymując w 1986 status profesora emerytowanego.
Zasłynął z opracowania teorii siedmiu etapów asymilacji kulturowej opracowaną w Assimilation in American Life. W artykule The Concept of the Sub-Cultur and Its Application sformułował pojęcie subkultury.